# Караой (Таласький район)
Карао́й (каз. Қараой) — село у складі Таласького району Жамбильської області Казахстану. Входить до складу Каратауського сільського округу.
Населення — 313 осіб (2021; 407 у 2009, 338 у 1999, 108 у 1989).